# Kotromanić Sztana bosnyák királyi hercegnő
Kotromanić Sztana (Anasztázia) ( – 1395. április 26. után), horvát és bosnyák nyelven: Stana Kotromanić, szerbül: Стана Котроманић, bosnyák királyi hercegnő, Kotromanić Erzsébet magyar királyné unokahúga, a Kotromanić-ház tagja.

## Élete

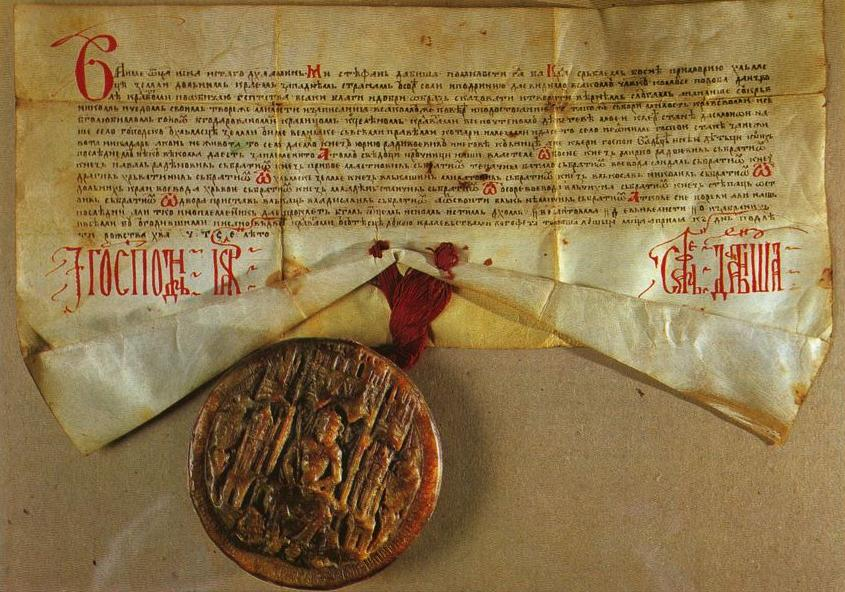
Az oklevél, melyben az édesanyja, Gruba Ilona még mint királyné a Humban fekvő Velijake községet Sztanának ajándékozza.

Dabiša István bosnyák király és Gruba Ilona bosnyák királyné és királynő lánya. 
A királyi pár két gyermeke ismert, de név szerint csak a lányukat, Sztana hercegnőt ismerjük, akinek a neve egy 1395. április 26-án kelt oklevélben van megemlítve, mely szerint a Humban fekvő Velijake községet az akkor még királynéi szerepű anya, Gruba Ilona a lányának ajándékozza, és a lánya halála esetén Radivojević György és utódai öröklik. Fajfrić kijelenti, hogy Radivojević György Sztana hercegnő lányának, Vladikának volt a férje. Sztana hercegnő férjének sem a neve, sem a származása nem ismert, ahogy Sztana haláláról sincsenek adatok. Lánya révén a Jurjević család származott a bosnyák királyi háztól, a Kotromanićoktól.

## Gyermeke
- Férjétől, N. N. (ismeretlen nevű és származású) úrtól, 1 leány:
  - Vladika (Vladava), férje Radivojević György (Juraj Radivojević) (–1408), 4 fiú:
    - Jurjević Pál
    - Jurjević Miklós
    - Jurjević Vlatko
    - Jurjević Vuk (voltak utódai)